# علاء الشبلي
علاء الشبلي لاعب كرة قدم سوري من مواليد دير الزور، ويلعب مع سوريا.

## روابط خارجية
- علاء الشبلي على موقع الاتحاد الدولي (مؤرشف)  (الإنجليزية)
- علاء الشبلي على موقع ناشيونال فوتبول تيمز (الإنجليزية)
- علاء الشبلي على موقع عالم كرة القدم.نت (الإنجليزية)
- علاء الشبلي على موقع كووورة